# 懷思公主
怀思公主（?—?），唐朝公主，是中国唐朝第六代皇帝唐玄宗李隆基的之女。她的生母不详，史书仅仅记载了她的封号怀思公主。怀思公主没到适婚年龄，就已经去世，早薨。怀思公主下葬后，唐玄宗筑台“登真台”。 